# Hypolycaena phorbanta
Hypolycaena phorbanta är en fjärilsart som beskrevs av Rothschild 1916. Hypolycaena phorbanta ingår i släktet Hypolycaena och familjen juvelvingar. Inga underarter finns listade i Catalogue of Life.